# بتل‌شیپ کلاس ایسی
بتل‌شیپ کلاس ایسی (به انگلیسی: Ise-class battleship) یک کلاس از کشتی است که طول آن 215.8 m می‌باشد.